# Uhlsport
Uhlsport GmbH – niemieckie przedsiębiorstwo z siedzibą w Balingen założone w 1948 r. Zajmuje się sprzedażą odzieży i sprzętu sportowego, jak np. rękawic bramkarza, zestawów piłki nożnej, piłek itp.
W technice dozowania dla drużyn piłkarskich, obecnie jest sponsorem zespołów takich jak: CSKA Sofia, Lewski Sofia, RCD Espanyol, UTA Arad, MSV Duisburg, Sepahan, Persepolis i wiele innych. Ponadto Uhlsport również ubiera profesjonalnych graczy, takich jak Mark Schwarzer, Francesco Toldo, Mehdi Mahdawikia, Carlo Cudicini, Grégory Coupet i Faryd Mondragon.

## Sponsorowane drużyny piłkarskie
- Germinal de Rawson
- Bełasica Petricz
- CSKA Sofia
- Lewski Sofia
- Marica Płowdiw
- SFK Etyr Wielkie Tyrnowo
- Spartak Warna
- Dynamo Czeskie Budziejowice
- CD Técnico Universitario
- Al-Sadd
- Ajax Lasnamäe
- WIT Georgia Tbilisi
- TSV 1860 Monachium
- MSV Duisburg
- Rot-Weiß Oberhausen
- Kickers Offenbach
- 1. FC Magdeburg
- SSV Ulm 1846
- Esteghlal FC
- Sepahan FC
- Zob Ahan FC
- Rah Ahan FC
- KF Flamurtari
- Sangju Sangmu FC

## Gracze sponsorowani przez Uhlsport
- Stephen Bywater
- Paul Scharner
- Samir Handanovič
- Jasmin Handanovič
- Mehdi Mahdawikia
- Francesco Toldo
- Carlo Cudicini
- Hans-Jörg Butt
- Michael Fink
- Daniel Haas
- Markus Miller
- Gerhard Tremmel
- Mathias Schober
- Mathias Hain
- Sven Ulreich
- Pascal Zuberbühler
- Grégory Coupet
- Diego Klimowicz
- Edmond Kapllani
- Ioannis Amanatidis
- Tony Vairelles
- Edwin Tenorio
- Zeljko Kalac
- Damiano Tommasi
- Diego López Rodríguez
- Albert Riera
- Bogdan Lobonț
- Miguel Samudio